# Regimentul 6 Vânători (1916-1918)
Regimentul 6 Vânători a fost o unitate de nivel tactic, care s-a constituit la 14/27 august 1916, prin mobilizarea unităților și subunităților existente la pace aparținând de Batalionul 6 Vânători din armata permanentă, dislocat la pace în garnizoana București. :p. 123 
Regimentul a făcut parte din organica Diviziei 4 Infanterie. La intrarea în război, regimentul a fost comandat de colonelul Constantin Paulian. Regimentul 6 Vânători a participat la acțiunile militare pe frontul românesc, pe toată perioada războiului, între 14/27 august 1916 - 28 ocotmbrie/11 noiembrie 1918.

## Participarea la operații

### Campania anului 1916
În campania anului 1916 Regimentul 6 Vânători a participat la acțiunile militare în dispozitivul de luptă al Diviziei 4 Infanterie, participând la Operația ofensivă în Transilvania, Bătălia de la Brașov și Bătălia de pe Valea Prahovei. 

### Campania anului 1917
În campania anului 1917 Regimentul 6 Vânători a participat la acțiunile militare în dispozitivul de luptă al Diviziei 4 Infanterie. În această campanie, regimentul a fost comandat de locotenent-colonelul Ioan Berindei.

### Campania anului 1918
În anul 1918 Regimentul 6 Vânători a făcut parte din Brigada 2 Vânători, din organica Diviziei 1 Vânători. :pp. 197-198

## Comandanți
- Locotenent-colonel Constantin Paulian
- Locotenent-colonel Ioan Berindei